# 톰 샨리
톰 섄리(Tom Schanley, 1961년 5월 5일 ~ )는 미국의 배우, 각본가, 영화 제작자이다.

## 출연 작품
- 10 Things I Hate About Life (2014)
- 11 세컨즈 (2013년)
- 완전범죄 프로젝트 (2012년)
- 이민자 (2011년)
- 더 하드 이지 (2006년)
- 제인 도: 베니싱 액트 (2005년)
- 컨스피러시 (1997년)
- 커리지 언더 파이어 (1996년)
- 야수 인간 세비지 (1995, Savage)
- 앤 더 밴드 플레이드 온 (1993년)
- 프랭크와 에멧 (1992년)
- 알라모 (1987년)
- 6백만 달러의 사나이와 소머즈 (1987년)
- 핫 스윗 (1985년)
- 도박꾼(영어판) (1985년)

### 텔레비전
- 다이너스티 (1987)
- 제시카의 추리극장 (1991)
- SOS 해상 구조대 (1993)
- 크리미널 마인드 (2007) - 에번 애비 역
- NCIS (2011)
- NCIS: 로스앤젤레스 (2014)
- NCIS: 뉴올리언스 (2016)